# GDDR3
Ne doit pas être confondu avec DDR3 SDRAM.

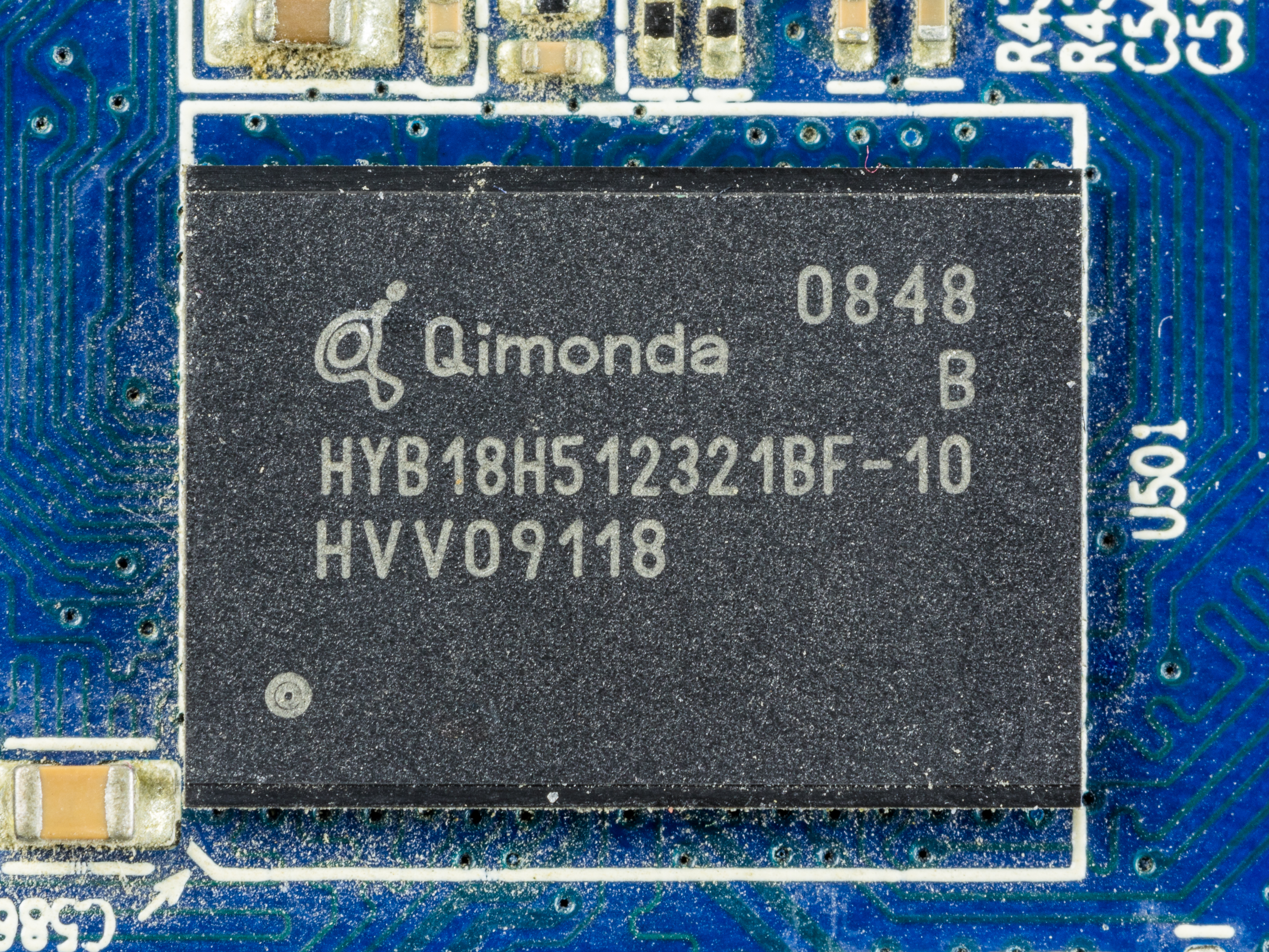
Qimonda 512-Mbit GDDR3

La GDDR3 SDRAM (Graphics Double Data Rate, version 3) est un type de mémoire de carte graphique défini par ATI Technologies en coopération avec le JEDEC. 

## Description
Les technologies de base sont celles de la mémoire DDR2, mais la tension d’alimentation et la puissance dissipée requises ont été quelque peu réduites, pour permettre l’intégration de modules de mémoire plus performants, et de systèmes de refroidissement plus simples. Contrairement à la GDDR2 utilisée sur les cartes graphiques, les spécifications de la GDDR3 ne sont pas liées à celles du JEDEC pour la DDR3. Cette mémoire utilise des terminaisons électriques internes afin de mieux prendre en compte certaines requêtes graphiques. Pour augmenter la bande passante, la mémoire GDDR3 transfère 4 bits de données par broche en deux cycles d’horloge.
L’interface GDDR3 transfère deux mots de 32 bits par cycle d’horloge depuis les broches d’entrée/sortie. Du fait de la profondeur de préchargement 4n, un accès en écriture ou en lecture simple correspond à un transfert de données d’une largeur de 128 bits, nécessite un cycle d’horloge des cellules de la mémoire et quatre transferts de données d’une largeur de 32 bits, et correspond à demi-cycle d’horloge aux broches d’E/S (DDR).
Les stroboscopes de données (en) unidirectionnels asymétriques (en lecture et en écriture resp.) sont transmis simultanément avec les données (en lecture et en écriture resp.) afin d'acquérir correctement les données au niveau des récepteurs de la mémoire et du contrôleur. Les stroboscopes de données sont organisés par octet au niveau de l’interface 32 bits.

## Utilisation commerciale
Bien qu’elle ait été conçue par ATI, la première carte à utiliser cette technologie a été la GeForce FX 5700 Ultra de nVidia au début de 2004, où elle a remplacé les puces DDR2 utilisées jusque-là. La carte suivante à utiliser la GDDR3 était la GeForce 6800 Ultra de nVidia, où elle a joué un rôle clé dans le maintien d’exigences d’alimentation raisonnables par rapport à son prédécesseur, la GeForce 5950 Ultra. ATI a commencé à utiliser la mémoire de ses cartes Radeon X800. La GDDR3 a été le choix de Sony pour la mémoire graphique de la console de jeu PlayStation 3, bien que son GPU basé sur nVidia soit également capable d’accéder à la mémoire système principale, qui se compose de XDR DRAM conçue par Rambus Incorporated (une technologie similaire est commercialisée par nVidia sous le nom de TurboCache dans les GPU de plate-forme PC). La Xbox 360 de Microsoft dispose de 512 Mo de mémoire GDDR3. La Wii de Nintendo contient également 64 Mo de mémoire GDDR3.